# 평택 원정리 봉수대
평택 원정리 봉수대는 경기도 평택시 포승읍 원정리에 있다. 1986년 3월 5일 평택시의 향토문화재 제1호로 지정되었다.

## 개요
제5거 연변봉수 직봉노선의 봉수로서 시대를 달리하여 "괴태길곶봉수"라 불렸고, 현재는 행정구역명에 따라 ‘원정리봉수대’라고 지칭한다
봉화재, 또는 용수로 불리며 조선시대 서남쪽 봉화의 주요 직봉을 이루었던 순천봉화와 연결을 가지며 서해안의 외적침입을 알리게 하는 등 군사적 통신수단으로 설치된 것으로 보인다. 봉화재 정상에는 약 2m 높이의 방형 석축으로 된 500평의 평지가 있으며 현재 석축은 부분적으로 훼손되었고 봉화대 북쪽 100m 아래에는 봉화수의 주거지와 샘의 흔적이 남아 있다. 
전설에 의하면 이 봉화재는 남양만 상단부에 위치하여 하단의 모양이 용이 누운 것 같다 하여 용수지라고도 하며 전체 산맥은 용이 하늘로 승천하는 형상이라 전해진다.